# Minoritenkloster Neunkirchen

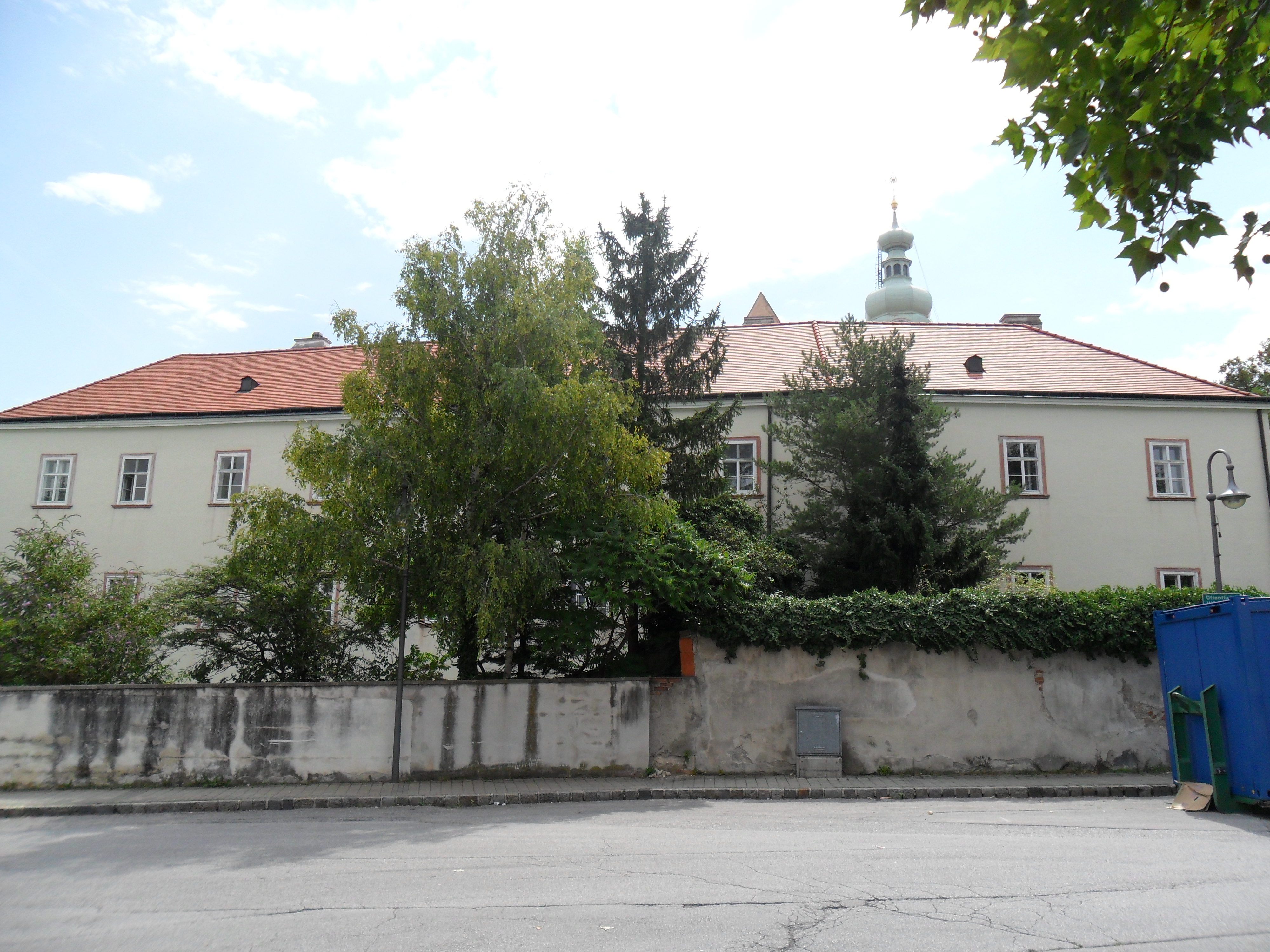
Minoritenkloster Neunkirchen

Das Minoritenkloster Neunkirchen ist ein Kloster in der Stadtmitte von Neunkirchen in Niederösterreich. Das Kloster ist baulich mit der älteren Mariä-Himmelfahrt-Kirche verbunden.

## Geschichte
Im Jahre 1591 geht die Pfarre Neunkirchen als Patronat an Ludwig von Hoyos, welcher sich und seine Nachkommen verpflichtet, die Pfarre und die dazugehörigen Benefizien mit katholischen Pfarrern zu besetzen. Im Jahre 1631 wird die Pfarre dem neu gegründeten Minoritenkloster, einer Gründung von Hans Balthasar von Hoyos, inkorporiert.

## Minoritenkloster
Die unregelmäßige frühbarocke Anlage teilweise über älterem Bestand bezog den Verlauf des ehemaligen Tabors und der spätmittelalterlichen Stadtbefestigung ein. Die Trakte liegen westlich, nördlich und nordöstlich der Mariä-Himmelfahrt-Kirche, die bauliche Verbindung ist ein Schwibbogengang an der Westfassade der Kirche. Bei der Zweiten Wiener Türkenbelagerung im Jahre 1683 durch Brand zerstört, wurde das Kloster im Jahre 1686 wiederhergestellt und im Jahre 1763 umgebaut. Der ein- bis zweigeschoßige hakenförmige Bau hat Tonnengewölbe und Stichkappengewölbe, die Gänge sind platzlgewölbt. Im zweiten Obergeschoß sind Flachdecken mit Stuckspiegeln und biedermeierliche Wandmalerei.
Der Minoritensaal als ehemaliger Speisesaal der Mönche ist ein Rechteckraum mit Stuckdecke aus dem Anfang des 18. Jahrhunderts und zeigt in Akanthus und Blüten mittig ein Christusmonogramm und ein brennendes Herz Jesu. Es gibt ein gemaltes Wappen Hoyos als Chronogramm mit der Jahreszahl 1770. Das Gestühl ist im barocken Stil gestaltet. Es gibt ein Leinwandbild Christus in Emmaus um 1770 in barocker Kartuschenrahmung und ein Ovalbild mit dem Porträt des Stifters Johannes Balthasar Hoyos, mit Wappen und dem Jahr 1644 bezeichnet. Weitere Bilder um 1770 zeigen die Heiligen Franz von Assisi, Antonius von Padua, Bonaventura, Johannes Duns Scotus, Florian, Leopold von Österreich, Papst Clemens XIV.
Im Stiegenaufgang ist ein Kruzifix aus der 2. Hälfte des 19. Jahrhunderts. In Verwahrung sind 11 Wechselbilder, das 12. ist in der Kirche. Sie zeigen die Anbetung der Könige, die Anbetung der Hirten, den Hl. Franz von Assisi, Christi Himmelfahrt, die Kreuzigung, den Portiuncula-Ablass, Verkündigung, die Sendung des Hl. Geistes, Antonius von Padua, Josef von Copertino, die Darbringung im Tempel.